# Boschniakia rossica
Boschniakia rossica je druh rostliny z čeledi zárazovité a jediný druh rodu Boschniakia. Je to nezelená, plně parazitická bylina podobná zárazám. Rostlina parazituje na kořenech různých dřevin, zejména olší. Je rozšířena v Eurasii a Severní Americe. Do Evropy zasahuje pouze v severovýchodním Rusku. Druh má okrajový význam v tradiční medicíně.

## Popis
Boschniakia rossica je vytrvalá, dužnatá, plně parazitická bylina, dorůstající výšky 15 až 40 cm. Vzpřímené květonosné lodyhy vyrůstají zpravidla po několika z válcovitého, horizontálního oddenku. Listy jsou šupinovité, 6 až 8 mm dlouhé, na stonku hustě střechovitě uspořádané. Květy jsou oboupohlavné, nepravidelné, uspořádané v masitém, mnohakvětém, vzpřímeném, 7 až 22 cm dlouhém, hroznovitém květenství.
Kalich je miskovitý, zakončený 3 až 5 krátkými, nestejnými zuby, na okraji většinou krátce vlnatý. Koruna je tmavě purpurově červená až hnědá, 10 až 12 mm dlouhá, široce trubkovitá, asi 2x delší než kalich. Horní pysk je celistvý nebo na okraji zvlněný, spodní je velmi krátký, trojlaločný. Tyčinky jsou 4, přirostlé nad bází korunní trubky. Semeník je svrchní, obsahuje jednu komůrku se 2 placentami a nese vrcholovou čnělku, zakončenou dvouramennou bliznou. Plodem je téměř kulovitá, nepravidelně pukající tobolka, obsahující velké množství drobných, asi 0,5 mm dlouhých semen.

## Rozšíření
Druh se vyskytuje v Eurasii i Severní Americe. Souvislý areál sahá od střední Sibiře přes Ruský Dálný východ, souostroví Beringova moře (Komandorské ostrovy, Aleutské ostrovy) a Aljašku až po západní Kanadu. Rozsáhlejší souvislý areál se nachází také na jižní Sibiři a přilehlých oblastech severního Mongolska, a rovněž na Urale. Menší arely jsou na severovýchodě evropského Ruska, v severovýchodní Číně a Japonsku.
Zasahuje ze všech plně parazitických zástupců čeledi zárazovité nejseverněji, až za polární kruh.
Druh roste v křovinách, lesích, vřesovištích, podél vodních toků i v tundře. V Číně se vyskytuje v nadmořských výškách 1500 až 1800 metrů.

## Ekologické interakce
Rostlina postrádá chlorofyl a vyživuje se parazitickým způsobem na kořenech jiných rostlin, především různých druhů olší. Nejčastěji parazituje na Alnus fruticosa. Byla nalezena i na kořenech jiných listnatých i jehličnatých dřevin, jako jsou břízy, brusnice, smrky, vrby nebo lýkoveček. Rostlina poprvé vykvétá až po 4 až 5 letech, do té doby roste zcela skrytě pod zemí.
Hlavními opylovači jsou čmeláci. Na jedné rostlině může dozrát více než 300 tisíc semen.
Semena se šíří vodou při silných deštích. Osemení je důlkaté, v dutinkách se zadržuje vzduch a semena díky tomu vzplývají na hladině. Oddenky vyhledávají jako potravu medvědi.

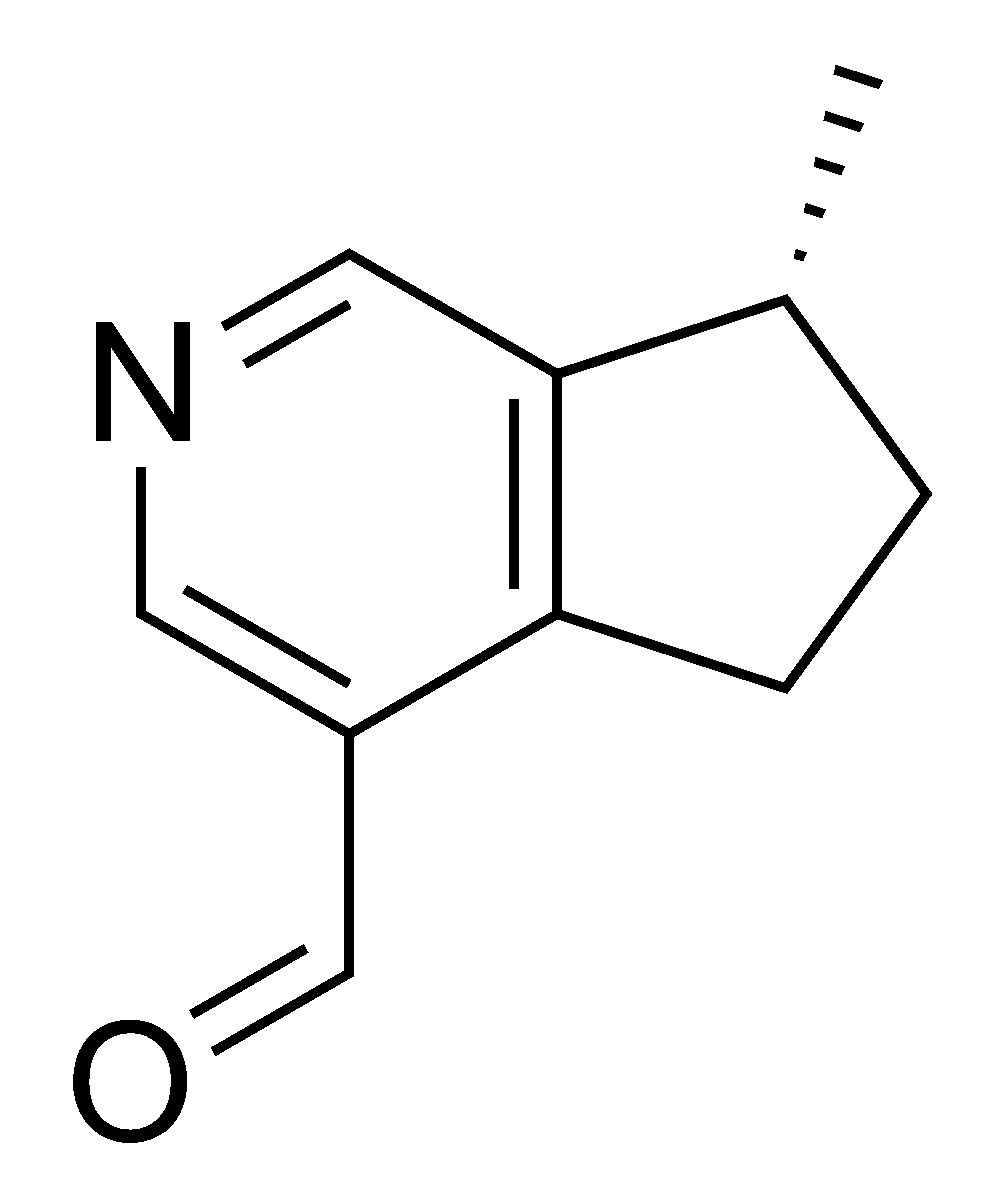
Strukturní vzorec alkaloidu boschniakinu

## Obsahové látky
V rostlině je obsažen iridoidní glykosid boschnasid a alkaloid boschniakin. Tento alkaloid je obsažen i v různých druzích všivců, jitrocelů a tekom.

## Taxonomie
Rod Boschniakia je v rámci čeledi Orobanchaceae řazen do tribu Orobancheae.
V minulosti byl do tohoto rodu řazen větší počet druhů, fylogenetické studie však ukázaly, že rod je v takovém pojetí parafyletický a tvoří jej několik vývojových linií, roztroušených mezi vývojové linie jiných rodů čeledi Orobanchaceae. V roce 2013 byly proto všechny druhy s výjimkou B. rossica odděleny do samostatných rodů. Asijský druh B. himalaica byl vyčleněn do rodu Xylanche a ztotožněn s druhem X. handelii, severoamerické druhy B. hookeri a B. strobilacea byly přeřazeny do rodu Kopsiopsis.
Nejblíže příbuzné rody jsou Conopholis (3 druhy v Severní a Střední Americe) a Epifagus (1 druh v Severní Americe a Mexiku).

## Význam
Rostlina působí jako tonikum. Extrakt je používán zevně při léčení zranění a odřenin.